# Julieta Grosso
Julieta Grosso (Buenos Aires; 31 de diciembre de 1972) es una periodista argentina, que realizó sus estudios y se graduó de licenciada en Comunicación Social en la Universidad del Salvador.

## Biografía
Desde pequeña se interesó por la literatura y luego de ganar varios concursos infantiles de lectura y redacción, decidió incursionar en el periodismo, donde se desempeña desde 1988, tiempo en el que ha desarrollado una frondosa carrera.
Especializada en temas culturas, Julieta Grosso es una referente para los escritores a la hora de destacar a una de las mejores entrevistadoras del periodismo argentino.
- Datos: Q5954860